# Poveda
Pour les articles homonymes, voir Poveda (homonymie).
Poveda est une commune de la province d'Ávila dans la communauté autonome de Castille-et-León en Espagne.

## Administration
| Période                                  | Période | Identité                  | Étiquette | Qualité |
| ---------------------------------------- | ------- | ------------------------- | --------- | ------- |
| 2007                                     |         | Juan Carlos Jiménez Pérez | PP        |         |
| Les données manquantes sont à compléter. |         |                           |           |         |